# Хубежты, Кахабер Омарович
Кахабер Омарович Хубежты (род. 14 марта 1987 году) — российский борец вольного стиля, некоторое время выступавший за Словакию.

## Спортивные достижения
- 2006 Первенство Европы среди юниоров — золото
- 2006 Первенство мира среди юниоров — золото
- 2008 Турнир на призы Сослана Андиева — бронза
- 2009 Международный турнир на призы главы нефтеюганского района Владимира Семенова — золото
- 2010 Турнир на призы Сослана Андиева — золото
- 2010 Мемориал Дмитрия Коркина — серебро
- 2011 Кубок Рамзана Кадырова на призы Адлана Вараева — бронза
- 2012 Кубок Союза армян Украины — золото
- 2012 Кубок европейских наций — золото (в команде)
- 2012 Кубок Рамзана Кадырова на призы Адлана Вараева — серебро
- 2013 Голден Гран-при "Иван Ярыгин" — бронза
- 2013 Чемпионат России по вольной борьбе — золото
- 2014 Кубок Рамзана Кадырова на призы Адлана Вараева — золото
- 2015 Турнир памяти «Али Алиева» — бронза
- 2015 Турнир «Гран-при Степан Саркисян» — серебро
- 2015 Кубок Рамзана Кадырова на призы Адлана Вараева — бронза
- 2016 Турнир «Гран-при Степан Саркисян» — золото
- 2016 Турнир памяти «Али Алиева» — золото
- 2016-2018 Голден Гран-при "Иван Ярыгин" — бронза
- 2018 Чемпионат России по вольной борьбе — бронза
- 2019 Турнир «Кубок Ахмата Кадырова» — золото